# ریو ریوسی
ریو ریوسی (انگلیسی: Ryo Ryusei؛ زادهٔ ۲۴ مارس ۱۹۹۳) بازیگر اهل ژاپن است. وی از سال ۲۰۱۰ میلادی تاکنون مشغول فعالیت بوده‌است.